# Lewis Oliva
Lewis Oliva (Monmouthshire, 23 de agosto de 1992) es un deportista británico que compitió en ciclismo en la modalidad de pista. Ganó una medalla de bronce en el Campeonato Europeo de Ciclismo en Pista de 2012, en la prueba de velocidad por equipos.

## Medallero internacional
| Campeonato Europeo | Campeonato Europeo    | Campeonato Europeo | Campeonato Europeo    |
| Año                | Lugar                 | Medalla            | Competición           |
| ------------------ | --------------------- | ------------------ | --------------------- |
| 2012               | Panevėžys ( Lituania) | Medalla de bronce  | Velocidad por equipos |